# 오사재
오사재는 대한민국 대구광역시 북구 연경동에 있다.

## 개요
인천이씨 이협(1603∼1682)을 추모하기 위해 세운 재실이다.